# Svensk Mediehistorisk Förening
Svensk Mediehistorisk Förening (1999–2019 Svensk Presshistorisk Förening) är en ideell förening. Dess ändamål är bland annat att medverka till att bevara svensk press- och mediehistoria.